# The Love You Save
The Love You Save is een single van de Jackson 5 en het tweede nummer van het album ABC. The Love You Save was het tweede nummer van het tweede Jackson 5 album, en het tweede top-tien nummer in de hitlijsten.